# Tocotronic
Tocotronic è il nome di un gruppo musicale tedesco, nel segno del rock indipendente.

## Storia
Sorta nel 1993, la formazione è composta da tre membri, che si conobbero nel periodo in cui studiavano all'Università di Amburgo: Dirk von Lowtzow (voce e chitarrista, l'unico forestiero, proveniente da Friburgo), Jan Müller (bassista) e Arne Zank (batterista).
A partire dal loro quarto album, pubblicato nel 1997, i Tocotronic sono sempre finiti nella top ten dei dischi più venduti in Germania, e con Schall und Wahn, quello uscito nel 2010, hanno anche raggiunto la vetta. Sono molto conosciuti in diversi Paesi d'Europa e negli Stati Uniti, dove nel 1997 hanno tenuto per la prima volta un concerto.
I Tocotronic hanno inciso inizialmente in madrelingua, e, dopo l'affermazione internazionale, anche in inglese.

## Discografia

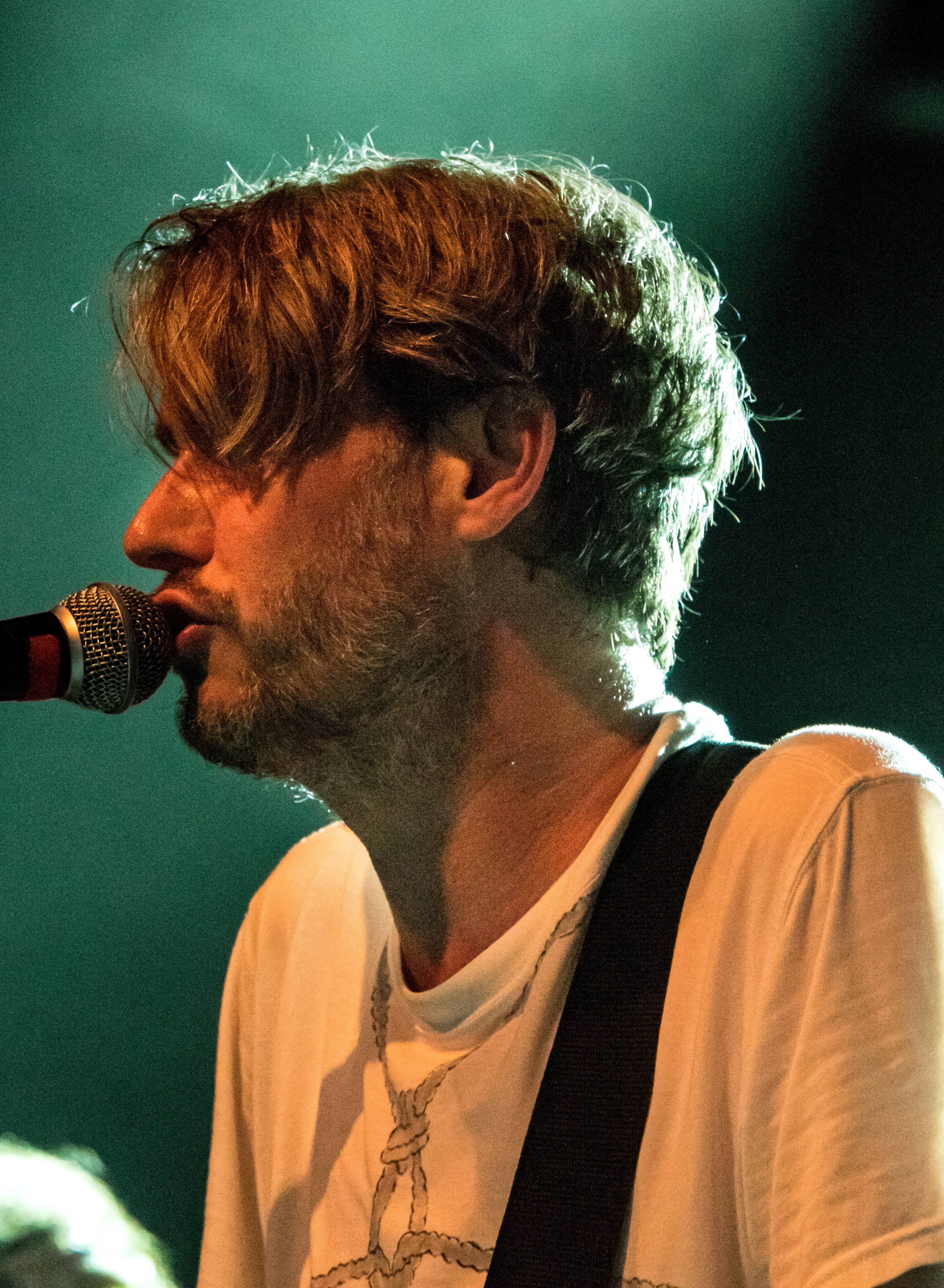
Un primo piano di Dirk von Lowtzow, il leader dei Tocotronic

### Album
- 1995: Digital ist besser
- 1995: Nach der verlorenen Zeit
- 1996: Wir kommen um uns zu beschweren
- 1997: Es ist egal, aber
- 1999: K.O.O.K.
- 1999: K.O.O.K. (versione in inglese dell'album precedente)
- 2002: Tocotronic
- 2005: Pure Vernunft darf niemals siegen
- 2007: Kapitulation
- 2010: Schall und Wahn
- 2013: Wie wir leben wollen
- 2015: The Red Album
- 2018: Die Unendlichkeit

### Singoli
- 1994: Meine Freundin und ihr Freund (7"; My girlfriend and her boyfriend)
- 1995: Freiburg (live, 7")
- 1995: Ich möchte Teil einer Jugendbewegung sein (12"; I want to be part of a youth movement)
- 1995: You are quite cool (7")
- 1996: Die Welt kann mich nicht mehr verstehen (12"/CD; The world can't understand me anymore)
- 1996: Split with Chokebore (7")
- 1996: Split with Christoph de Babalon (7")
- 1997: Dieses Jahr (12"/CD; This year)
- 1997: Sie wollen uns erzählen (12"/CD; They want to tell us)
- 1997: Themenabend (Live In Dresden, 7", limited edition: 500 pieces Red Vinyl; Theme evening)
- 1998: Split with Fuck (7")
- 1999: Jackpot (12"/CD)
- 1999: Let There Be Rock (12"/CD)
- 1999: Live auf dem Petersberg (7", limited edition: 1000 pieces - 500 Clear / 500 Black Vinyl; Live on Petersberg)
- 2000: Freiburg V 3.0 (12"/CD)
- 2000: Variationen I + II (2 EPs; Variations)
- 2002: Hi Freaks I + II (2×12"/CD)
- 2002: This Boy Is Tocotronic (12"/CD)
- 2005: Aber hier leben, nein danke (12"/CD; But living here, no, thanks)
- 2005: Gegen den Strich (12"/CD); Against the grain)
- 2005: Pure Vernunft darf niemals siegen Remixes (12"/CD on Kompakt Records; Reason must not prevail)
- 2007: Kapitulation (12"/CD; Surrender)
- 2007: Imitationen (12"/CD; Imitations)
- 2007: Sag alles ab (7", limited edition: 1.500 pieces, handnumbered; Call off everything)
- 2010: Macht es nicht selbst (7"/12"; Don't do it yourselves)
- 2010: Im Zweifel für den Zweifel (7":When in Doubt, for the Doubt)
- 2010: Die Folter endet nie (7":The Torture never ends)
- 2013. Auf dem Pfad der Dämmerung (7":On the Path of Twilight)